# Elevador do Lavra

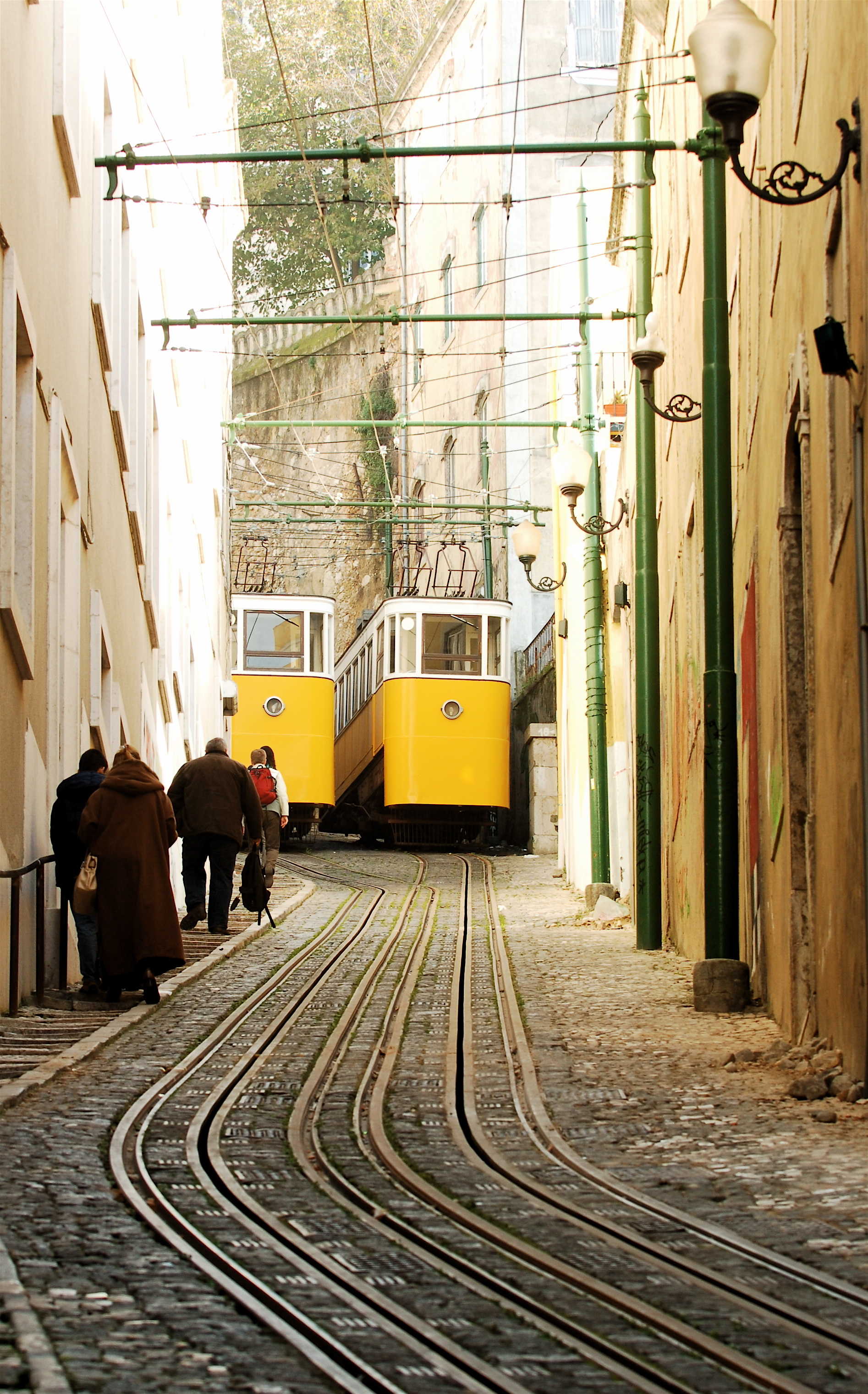
Elevador do Lavra

Elevador do Lavra – kolej linowo-terenowa znajdująca się na Calçada do Lavra, w Lizbonie, w Portugalii. Otwarta w 1884 roku, jest najstarszym funikularem w Lizbonie. Łączy rua Câmara Pestana i Largo da Anunciada.
Jest własnością Companhia de Carris de Ferro de Lisboa (Carris) i od 19 lutego 2002 jest Zabytkiem Narodowym (dekret z mocą ustawy 5/2002, Dziennik Ustaw 42, 1.ª seria-B, 19 lutego 2002).